# Wacławów (osada leśna w powiecie zwoleńskim)
Wacławów – osada leśna w Polsce położona w województwie mazowieckim, w powiecie zwoleńskim, w gminie Zwoleń.
W latach 1975–1998 miejscowość należała administracyjnie do województwa radomskiego.